# 1702 Kalahari
Az 1702 Kalahari (ideiglenes jelöléssel A924 NC) a Naprendszer kisbolygóövében található aszteroida. Ejnar Hertzsprung fedezte fel 1924. július 7-én, Johannesburgban.